# Запорізька районна рада
Запорізька районна рада — районна рада Запорізького району Запорізької області, з адміністративним центром в м. Запоріжжя.

## Загальні відомості
Запорізькій районній раді підпорядковані 3 селищні ради, 16 сільських рад, 3 селища міського типу, 7 селищ, 61 село. Водойми на території районної ради: річка Дніпро.  
Населення становить 57,7 тис. осіб. З них 17,9 тис. (31%) — міське населення, 39,8 тис. (69%) — сільське.

## Склад ради
Загальний склад ради VII скликання: 34 депутати. 
Партійний склад ради VII скликання:
- Європейська Солідарність - 9 депутатів,
- Опозиційний блок - 9 депутатів,
- ВО "Батьківщина" - 8 депутатів,
- Радикальна партія Олега Ляшка - 4 депутати,
- Наш край - 4 депутати.

### Керівний склад ради
- Голова ради — Бурма Сергій Ігорович[2]
- Заступник голови ради — Ломейко Володимир Іванович